# Bravida Danmark
Bravida Danmark A/S er en dansk installations- og servicevirksomhed indenfor el, VVS og ventilation med hovedkvarter i Brøndby. Virksomheden er et datterselskab til svenske Bravida. Selskabet blev etableret i 1910 og var fra 1998 til 2003 kendt som Semco Danmark. I 2003 blev Semco Danmark opkøbt af Bravida og navnet Bravida Danmark blev indført. I 2023 havde Bravida Danmark en årsomsætning på 4,4 mia. danske kroner, og der var 2.818 ansatte.